# 11e corps d'armée SS
Pour les articles homonymes, voir 11e corps d'armée.
Le 11e corps SS (allemand : XI. SS-Armeekorps plus tard XI. SS-Panzerkorps) est un corps de la Waffen-SS employé sur le front de l'Est en 1944-1945 pendant la Seconde Guerre mondiale.
Aucune unités SS ne composait le corps, car le préfixe SS dans le nom s'explique uniquement par le fait que le commandant, Matthias Kleinheisterkamp, n'était pas un général de la Wehrmacht, mais un SS- Obergruppenführer. Le 1er février 1945, le corps est transformé en 11e corps d'armée SS.

## Histoire
Le 24 juillet 1944, le 11e corps SS est formé à Nysa dans la 8e région militaire à partir des restes du 5e corps d'armée vaincu en Crimée. En tant qu'élément de la 17e armée, l'unité est subordonnée au groupe d'armées Ukraine du Nord qui est rebaptisé en octobre groupe d'armées A. Il participe à la défense du front entre Tarnów et Pilzno jusqu'au retrait dans les Carpates occidentales lors de l'offensive Vistule-Oder en janvier 1945.
Il fait ensuite partie de la 9e armée chargée de maintenir une ligne défensive sur l'Oder. Le 1er février 1945, le corps est transformé en 11e corps d'armée SS et reçoit l'ordre de détruire la tête de pont soviétique près de Custrin afin de protéger la forteresse, mais il échoue. Le corps combat ensuite lors de la bataille des hauteurs de Seelow et de la bataille de Halbe fin avril 1945. Il est vaincu par les troupes soviétiques. Kleinheisterkamp est fait prisonnier et se suicide peu de temps après.

## Ordre de bataille
Septembre 1944 :
- 78e division d'assaut
- 544e division de grenadiers
- 545e division de grenadiers

Mars 1945 :
- 25e division blindée de grenadiers
- 712e division d'infanterie
- Division blindée de grenadiers Kurmark
- Forteresse de Custrin